# Platypalpus leleji
Platypalpus leleji är en tvåvingeart som beskrevs av Igor Shamshev 1999. Platypalpus leleji ingår i släktet Platypalpus och familjen puckeldansflugor. Inga underarter finns listade i Catalogue of Life.